# Bettongia lesueur
El betong de Lesueur o canguro rata de nariz corta de Lesueur (Bettongia lesueur) es una especie de marsupial diprotodonto de la familia Potoroidae oriundo de los bosques templados de Tasmania. Es un marsupial nocturno, muy tímido y se alimenta de toda clase de cosas, incluso carne, sus dientes caninos puntiagudos lo ayudan a ello. Hace su nido en una madriguera, lo construye con briznas de paja que amontona con su boca y luego sube a su cola con sus patas traseras, después curva la cola de modo que aprieta el manojo y puede llevarlo saltando hacia su destino.